# Caraguatay
Caraguatay este un oraș din departamentul Cordillera, Paraguay.